# Callitris baileyi
Callitris baileyi ist eine Pflanzenart aus der Familie der Zypressengewächse (Cupressaceae). Sie ist im östlichen Teil Australiens heimisch.

## Beschreibung
Callitris baileyi wächst als immergrüner, schmaler Baum, der Wuchshöhen von bis zu 18 Metern erreichen kann. Die graue Borke ist rau.
Die Blätter stehen in Dreiergruppen an den Zweigen. Die grünen Blätter sind 2 bis 5 Millimeter lang und sind auf der Rückseite gekielt.
Callitris baileyi ist einhäusig getrenntgeschlechtig (monözisch). Die männlichen Blütenzapfen werden 2 bis 3 Millimeter lang und stehen an den Zweigenden. Die einzeln an den Zweigen stehenden weiblichen Zapfen sind bei einem Durchmesser von 1,0 bis 1,3 Zentimetern länglich bis eiförmig geformt. Zur Reife hin sind die graublau gefärbt. Jeder der harzigen Zapfen trägt mehrere Samenkörner, welche zwei ungleichmäßig große Flügel aufweisen.

## Vorkommen und Gefährdung
Das natürliche Verbreitungsgebiet von Callitris baileyi erstreckt sich vom südöstlichen Queensland bis in das nordöstliche New South Wales.
Callitris baileyi wächst vor allem auf flachgründigen Lehmböden an felsigen Hängen, in der Nähe von Flussläufen sowie in hügeligen und gebirgigen Regionen. Dort findet man die Art häufig in offenen Eukalyptuswäldern mit Gras als Unterwuchs.
Callitris baileyi wird in der Roten Liste der IUCN als „gefährdet“ eingestuft. Es wird jedoch darauf hingewiesen, dass eine erneute Überprüfung der Gefährdung notwendig ist. Als Hauptgefährdungsgrund wird der Bestandsrückgang durch frühere Übernutzung genannt. Callitris baileyi wird durch Holzschlägerungen, Überweidung sowie Waldbrände gefährdet.

## Systematik
Die Erstbeschreibung als Callitris baileyi erfolgte 1923 durch Cyril Tenison White in Proceedings of the Linnean Society of New South Wales, Band 68, Seite 449.